# جون إف. بيترز
جون إف. بيترز (بالإنجليزية: John F. Peters)‏ هو مهندس أمريكي، ولد في 11 سبتمبر 1884 في شامبرسبورغ في الولايات المتحدة، وتوفي في 31 أكتوبر 1969 في بيتسبرغ في الولايات المتحدة.